# オットー・ルーニング
オットー・ルーニング（Otto Luening、1900年6月15日 - 1996年9月2日）は、米国の作曲家。米国における電子音楽の先駆者の一人であるとともに、現代音楽界の発展に多大な貢献をした。

## 生涯
1990年、ウィスコンシン州ミルウォーキー生まれ。名前から分かるようにドイツ系である。祖父はテノール歌手、父はピアニスト、作曲家、指揮者であった。スイスのチューリッヒでフェルッチョ・ブゾーニとフィリップ・ヤルナッハに師事して作曲を学ぶ。1918年、ブゾーニから電子機器を使った作曲の可能性について教えられる。1920年米国に戻り、その後、アリゾナ大学、コロンビア大学、ジュリアード音楽院などで教鞭をとる。1950年代初期にコロンビア大学でウラジミール・ウサシェフスキーと共に電子楽器と磁気テープを使った音楽表現の研究を行い、これが、後にテープ音楽と呼ばれるものになる。1959年にはコロンビア-プリンストン電子音楽センター（現コロンビア大学コンピュータ音楽センター）を設立した。
ルーニングは米国における電子音楽の先駆者として、また、現代音楽界の重鎮として様々な活動を行っている。その中でも米国音楽センターの創立メンバーの一人（他はアーロン・コープランド、マリオン・バウアー、ハワード・ハンソン、ハリソン・カール、クインシー・ポーター）であり、かつ初代会長として米国の現代音楽の発展のために精力的に活動した功績は大きい。

## 作品
ルーニングは電子音楽以外にもフルートなどの吹奏楽器のための作品を多数残している。彼の名を高めたテープ音楽は今日では作品として鑑賞されることはほとんど無い。しかし、「叙情的光景」（オーボエと弦楽のための作品）や「伝説曲」（フルートと弦楽のための作品）などの前衛色の無い作品は今日でも小品として演奏されることも少なくない。
また、エミリー・ディキンソン、ジョージ・ゴードン・バイロン、ウィリアム・ブレイクなどの詞に付けた初期の歌曲が知られている。

## 関連サイト
- コロンビア大学のCOLUMBIA CELEBRATES 250内のルーニングの頁
- 米国版ウィキペディアのルーニングの頁
- コロンビア大学コンピュータ音楽センター

「HISTORY」の頁にルーニングに関する記載がある。
- the American Music Center

「What is the American Music Center?」の頁に設立の経緯が記載されている。